# Henri Dirickx
Henri Dirickx (ur. 7 lipca 1927 w Duffel, zm. 4 lipca 2018) – belgijski piłkarz grający na pozycji obrońcy. W swojej karierze rozegrał 29 meczów w reprezentacji Belgii i strzelił w nich 1 gola.

## Kariera klubowa
Całą swoją karierę piłkarską Dirickx spędził w klubie Royale Union Saint-Gilloise. W jego barwach zadebiutował w sezonie 1951/1952 w pierwszej lidze belgijskiej. Wraz z Saint-Gilloise nie osiągnął znaczących sukcesów. W 1969 roku zakończył karierę w wieku 42 lat. Grał też w Racing de Jette i Ixelles SC.

## Kariera reprezentacyjna
W reprezentacji Belgii Dirickx zadebiutował 24 lutego 1952 w wygranym 2:0 towarzyskim meczu z Włochami, rozegranym w Brukseli. W 1954 roku został powołany do kadry Belgii na mistrzostwa świata w Szwajcarii. Na nich był rezerwowym i nie rozegrał żadnego spotkania. Od 1952 do 1960 roku rozegrał w kadrze narodowej 30 meczów i strzelił w nich 1 gola.